# Germán Tenorio Vasconcelos
Germán Tenorio Vasconcelos (30 de abril de 1957, Oaxaca de Juárez, Oaxaca) es un médico y político mexicano, miembro del Partido Revolucionario Institucional. Se desempeñó como secretario de salud del gobierno del Estado de Oaxaca de 2010 a 2015. Fue también diputado local en dicha entidad en la LVII Legislatura.

## Biografía
Cursó su educación básica en Oaxaca, pero se trasladó a la ciudad de Guadalajara para realizar sus estudios profesionales en dónde a partir de 1977 se formó como Médico cirujano partero en la Universidad Autónoma de Guadalajara, dónde fue líder estudiantil y miembro de la Federación de Estudiantes de Jalisco. Asimismo se especializó en cirugía general en la UNAM graduándose en 1981 y una maestría en ciencias en Inglaterra por la London School of Hygiene and Tropical Medicine en 1997. Cuenta además con diplomados en administración pública, alta dirección y salud pública. 
Fue director de educación del Ayuntamiento de Oaxaca de Juárez entre 1994 y 1995 y secretario técnico del Consejo Estatal de Población.
Durante la LVII legislatura del Estado de Oaxaca (1998-2001), fue diputado propietario por el PRI. Se desempeñó como secretario de salud en el gobierno del Estado de Oaxaca de diciembre de 2010 a junio de 2015, como parte del gabinete de Gabino Cué Monteagudo.

## Detención
El 3 de junio de 2017, Germán Tenorio Vasconcelos fue detenido en el estado de Jalisco, al ejecutarse una orden de aprehensión por el delito de "abuso de autoridad, en perjuicio de la sociedad oaxaqueña".